# Lorenza Pozza

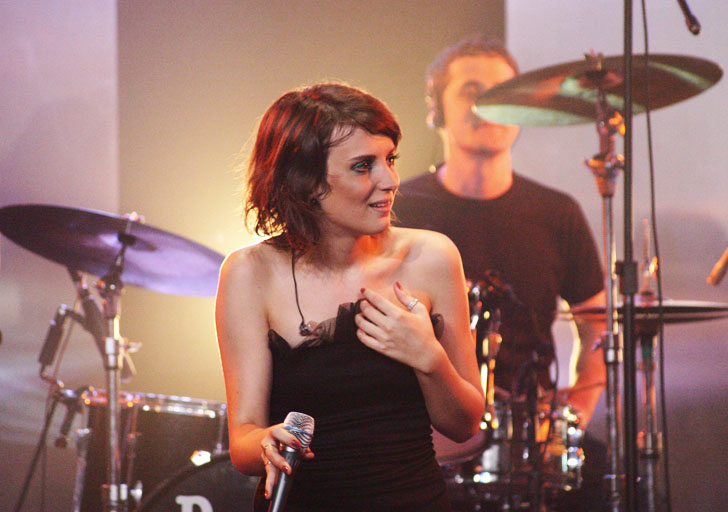
Lorenza Pozza durante a gravação de DVD em 2009

Lorenza Pozza Chiamulera (Curitiba, 17 de junho de 1989), conhecida como Lorenza Pozza (atual nome artístico) ou Lorenza Chiamulera (nome artístico usado até 2006), é uma cantora curitibana de ascendência italiana, neta de Armando Valentin Chiamulera , um dos fundadores da cidade de Nova Londrina, no Paraná. 

## Biografia
Lorenza Pozza começou sua carreira de cantora aos 9 anos no programa Tons Do Brasil na Rede CNT em 1998, sob a direção do músico Plínio de Oliveira.
Em 2000, foi contratada pela Rede Globo de Televisão para integrar o elenco fixo do programa Gente Inocente, onde ficou até 2002 quando da extinção do programa. Ao longo desses dois anos de programa, cantou e interpretou várias esquetes musicais ao lado de artistas como Caetano Veloso, Ney Matogrosso, Elba Ramalho, Chico Anysio, Miguel Falabella, entre outros.
Em 2003 foi escolhida para protagonizar a primeira fase da novela Jamais Te Esquecerei no SBT, onde interpretou a personagem Beatriz quando criança.
Em 2004 protagonizou o filme "Válvula de Skape – Uma história Musical", produzido pelo Núcleo de Mídia Jovem do caderno Gazetinha do jornal Gazeta do Povo sob direção do jornalista Cristiano Luiz Freitas e produção musical de Rubinho, ex-integrante do grupo Trem da Alegria.
Em 2006 foi convidada pela músico Ivan Lins para se apresentar ao seu lado com a Orquestra e Coral de Itaipu durante sua temporada de shows no Teatro Guaíra em Curitiba.
Em 2007, levou seu show Lolly Live P.A. para mais de 20 cidades do sul do país e foi apontada pela Revista Época como uma das 6 revelações da nova música brasileira durante o Festival Mente Aberta de Música Brasileira que teve como curadores os produtores João Marcello Bôscoli e Carlos Eduardo Miranda e o músico Tom Zé.
Em 2008, montou o show "Lorenza Pozza Canta Alice Ruiz" que, com o patrocínio da empresa de telefonia celular TIM e da Fundação Cultural de Curitiba, foi apresentado nos principais parques da cidade de Curitiba, com entrada gratuita.
Em 2009, após mais de 10 anos de carreira, lançou finalmente seu primeiro trabalho oficial, um DVD gravado ao vivo no Memorial de Curitiba que contou com a participação dos músicos Leoni e Lorena Chaves. O DVD é um registro do show "Lorenza Pozza & Convidados", realizado em Curitiba no dia 16 de abril do mesmo ano. O lançamento do DVD foi feito com shows durante o festival Expressões Oi, realizado pela empresa de telefonia celular Oi, e sessões de autógrafos nas lojas FNAC.
Desde 2010 mora em São Paulo onde, além de atuar na área de publicidade (já emprestou sua voz para mais de 20 jingles publicitários e diversos comerciais de televisão), iniciou um projeto voltado a Música para Casamento, onde apresenta um novo conceito para música destinada a estes eventos e se tornando hoje uma das maiores referências da área no mercado, sendo uma das cantoras mais requisitadas para apresentações em casamentos de charme de Norte a Sul do País, normalmente acompanhada pelos instrumentos violão, violino, violoncelo, harpa e acordeón.
Em paralelo ao trabalho com casamentos, em 2011, estreou o show "Chansons", onde interpreta clássicos da música popular contemporânea francesa (French Pop). O show ficou em temporada por cerca de quatro meses no badalado bistrot Paris 6. E, em 2014, fez seu show de estréia em São Paulo no palco do Tom Jazz, onde interpretou músicas de Lenine, Legião Urbana, Paulinho Moska além de composições autorais.
Em 2025, Lorenza completa mais de mil apresentações em casamentos realizadas ao longo dos 15 anos de existência do seu projeto "Música para Casar". O projeto ganhou um registro fonográfico em 2017 em que Lorenza gravou algumas das músicas mais pedidas por seus clientes noivos e noivas em um disco homônimo ao projeto. Entre as canções, está uma releitura do clássico de Stevie Wonder, 'Isn't She Lovely'. A versão de Lorenza para essa música acabou viralizando nas redes sociais e rendendo mais de 120 mil reels no Instagram e 7 milhões de audições no Spotify). A música acabou, inclusive, entrando na programação da rádio Alpha FM, umas das emissoras FM de maior audiência em São Paulo. Enquanto uma interpretação inesperada do tema de abertura do anime Dragon Ball GT viralizou rapidamente no TikTok, atraindo mais de 1,5 milhão de visualizações. O projeto acabou ganhando as sequências 'Música Para Casar II' (em 2017) e 'Música Para Casar III' (em 2023), ambos em formato de EP disponível nas plataformas digitais de música. 

## Vida Pessoal
Lorenza Pozza teve um relacionamento de 12 anos com o empresário artístico Felipe Simas. Atualmente a cantora vive com o cantor Luca Latorre, com quem tem um filho. Lorenza e Luca lançaram juntos em 2023 a canção "Eu te prometo".